# Ушерно (Асколи Пичено)
Ушерно (итал. Uscerno) насеље је у Италији у округу Асколи Пичено, региону Марке.
Према процени из 2011. у насељу је живело 90 становника. Насеље се налази на надморској висини од 479 м.